# Шубинские
Шуби́нские — русский дворянский род, восходящий к началу XVII века и записанный в VI часть родословной книги Тверской и Ярославской губерний.

## Основание рода
Родоначальник рода — Афанасий, воевода Угличский в I половине XVII века. Потомки его сделались дворянами — собственниками Кашинского и Угличского уездов. Большинство из них занимали разные должности на государственной, преимущественно на военной, службе. Дочь его, Анна Афанасьевна, была замужем за Иваном Кузьмичем Грушецким (боярин в чине жилец). Известен боярский сын Иван Шубинский — около 1639 года, в Угличе «верстан тот Иван царским жалованьем, поместным окладом и денежным жалованьем».
Шубинские владели родовыми вотчинами, доставшимися им за службу: селом Болотово в Угличском уезде и селом Богоявленским в Кашинском уезде. Род вероятнее всего выехал из Польши: польский шляхетский род Шубинские (Szubiński) относился к польскому шляхетскому гербу Налеч. Исходя из фамилии, род скорее всего пошёл от названия Шубин — небольшой городок в Польше.
Родоначальником существующего ныне рода был Иоаким Михайлович Шубинский, произведённый в 1716 году в капитаны гвардии. Его сыновья, внуки и правнуки почти все служили на военной службе.
Правнук И. М. Шубинского — историк и издатель генерал-майор Сергей Николаевич Шубинский (1834—1913). Праправнук — Николай Петрович Шубинский (1853—1921, София), адвокат, муж актрисы Марии Николаевны Ермоловой.